# 3CD Collector's Set
3CD Collector's Set é uma caixa da colecionador da cantora Rihanna. Foi lançada a 15 de dezembro de 2009 em grande parte dos países da Europa, incluindo o Reino Unido, e ainda nos Estados Unidos da América.

## Conteúdo
A caixa inclui o álbum de estreia da cantora, Music of The Sun, o segundo disco, A Girl like Me, e a edição especial do multi-platinado terceiro trabalho de estúdio, Good Girl Gone Bad. Também contém um poster com duas fotos promocional do quarto álbum de originais. Por fim, inclui uma ranhura que encoraja à compra desse último trabalho da artista.

## Alinhamento
A caixa inclui três álbuns de originais, cujo alinhamento é composto pelas faixas que integraram nos três discos.

### CD1 -Music of the Sun
| N.º | Título                                             | Compositor(es)                                                                   | Duração |  |
| 1.  | "Pon De Replay"                                    | Evan Rogers, Carl Sturken, Vada Nobles                                           | 4:06    |  |
| 2.  | "Here I Go Again" (com J-Status)                   | Evan Rogers, Carl Sturken, J-Status, Rihanna Fenty                               | 4:11    |  |
| 3.  | "If It's Lovin' that You Want"                     | Jean Claude Oliver, Samuel Barnes                                                | 3:28    |  |
| 4.  | "You Don't Love Me (No, No, No)" (com Vybz Kartel) | Ellas McDaniel, Willie Cobbs                                                     | 4:20    |  |
| 5.  | "That La, La, La"                                  | Full Force, D. Emile                                                             | 3:45    |  |
| 6.  | "The Last Time"                                    | Evan Rogers, Carl Sturken                                                        | 4:53    |  |
| 7.  | "Willing To Wait"                                  | Evan Rogers, Carl Sturken, Rihanna Fenty                                         | 4:37    |  |
| 8.  | "Music Of The Sun"                                 | Diane Warren, Evan Rogers, Carl Sturken, Rihanna Fenty                           | 3:56    |  |
| 9.  | "Let Me"                                           | Evan Rogers, Carl Sturken, Mikkel S. Eriksen, Tor Erik Hermansen, Makeba Riddick | 3:56    |  |
| 10. | "Rush" (com Kardinal Offishall)                    | Evan Rogers                                                                      | 3:09    |  |
| 11. | "There's A Thug In My Life" (com J-Status)         | E. Jordan                                                                        | 3:21    |  |
| 12. | "Now I Know"                                       | Evan Rogers, Carl Sturken, Rihanna Fenty                                         | 5:01    |  |
| 13. | "Pon De Replay" (Remix)                            | Evan Rogers, Carl Sturken, Alisha Brooks, Vada Nobles                            | 3:37    |  |

### CD2 -A Girl like Me
| N.º | Título                                          | Compositor(es)                                                                           | Duração |  |
| 1.  | "SOS"                                           | Ed Cobb, Jonathan Rotem, Evan Bogart                                                     | 4:00    |  |
| 2.  | "Kisses Don't Lie"                              | Evan Rogers, Carl Sturken, Rihanna Fenty                                                 | 3:52    |  |
| 3.  | "Unfaithful"                                    | Stargate, Mikkel S. Eriksen, Shaffer Smith                                               | 3:48    |  |
| 4.  | "We Ride"                                       | Mikkel S. Eriksen, Makeba Riddick                                                        | 3:56    |  |
| 5.  | "Dem Haters" (com Dwane Husbands)               | Evan Rogers, Carl Sturken, M. Hallim, V. Morgan, Michael Flowers, Aion Clarke            | 4:19    |  |
| 6.  | "Final Goodbye"                                 | Curtis Richardson, Luke McMaster, Charlene Gilliam                                       | 3:14    |  |
| 7.  | "Break It Off" (com Sean Paul)                  | Sean Paul Henriques, Rihanna Fenty, Donovan Bennett, K. Ford                             | 3:34    |  |
| 8.  | "Crazy Little Thing Called Love" (com J-Status) | Evan Rogers, Carl Sturken                                                                | 3:23    |  |
| 9.  | "Selfish Girl"                                  | Evan Rogers, Carl Sturken                                                                | 3:38    |  |
| 10. | "P.S. (I'm Still Not Over You)"                 | Evan Rogers, Carl Sturken                                                                | 4:11    |  |
| 11. | "A Girl like Me"                                | Evan Rogers, Carl Sturken, Rihanna Fenty                                                 | 4:18    |  |
| 12. | "A Million Miles Away"                          | Evan Rogers, Carl Sturken                                                                | 4:11    |  |
| 13. | "If It's Lovin' that You Want" (Parte 2)        | Jean Claude Olivier, Samuel J. Barnes, Alaxsander Mosely, Scott Larock, Lawrence Parker, | 4:08    |  |

### CD3 -Good Girl Gone Bad: Reloaded
| Edição Reloaded |                                                         |                                                                                              |         |  |
| N.º             | Título                                                  | Compositor(es)                                                                               | Duração |  |
| 1.              | "Umbrella" (com Jay-Z)                                  | Christopher Stewart, The-Dream, Kuk Harrell, Jay-Z                                           | 4:35    |  |
| 2.              | "Push Up On Me"                                         | J. R. Rotem, Makeba Riddick, Lionel Richie, Cynthia Weil                                     | 3:15    |  |
| 3.              | "Don't Stop the Music"                                  | Stargate, Michael Jackson                                                                    | 4:27    |  |
| 4.              | "Breakin' Dishes"                                       | Christopher Stewart, The-Dream                                                               | 3:20    |  |
| 5.              | "Shut Up and Drive"                                     | Carl Sturken e Evan Rogers, Stephen Morris, Peter Hook, Bernard Sumner, Gillian Gilbert      | 3:33    |  |
| 6.              | "Hate That I Love You" (com Ne-Yo)                      | Christopher Stewart, The-Dream                                                               | 3:39    |  |
| 7.              | "Say It"                                                | Makeba Riddick, Quaadir Atkinson, Ewart Brown, Clifton Dillon, Lowell Dunbar, Brian Thompson | 4:10    |  |
| 8.              | "Sell Me Candy"                                         | Terius Nash, Makeba Riddick, Timbaland                                                       | 2:45    |  |
| 9.              | "Lemme Get That"                                        | Terius Nash, Timbaland, Jay-Z                                                                | 3:41    |  |
| 10.             | "Rehab"                                                 | Justin Timberlake, Timbaland, Hannon Lane                                                    | 4:54    |  |
| 11.             | "Question Existing"                                     | Shaffer Smith, Shea Taylor, Shawn Carter                                                     | 4:06    |  |
| 12.             | "Good Girl Gone Bad"                                    | Shaffer Smith, Tor Erik Hermansen, Mikkel S. Eriksen, Lene Marlin                            | 3:33    |  |
| 13.             | "Disturbia"                                             | Rihanna, Chris Brown, Andre Merritt                                                          | 3:59    |  |
| 14.             | "Take a Bow"                                            | Ne-Yo, T.E. Hermansen, M.S. Eriksen                                                          | 3:49    |  |
| 15.             | "If I Never See Your Face Again" (Maroon 5 com Rihanna) | Adam Levine, James Valentine                                                                 | 3:18    |  |

## Desempenho nas tabelas musicais
Na primeira semana de lançamento, a box entrou na Billboard R&B/Hip-Hop Albums na 80ª posição, semana de término a 2 de janeiro de 2009.
| Tabelas musicais (2009)                       | Melhor posição |
| --------------------------------------------- | -------------- |
| Estados Unidos - Billboard R&B/Hip-Hop Albums | 80             |